# Ruovesi kyrkoby
Ruovesi kyrkoby (finska: Ruoveden kirkonkylä) är en tätort (finska: taajama) och centralort i Ruovesi kommun i landskapet Birkaland i Finland. Vid tätortsavgränsningen den 31 december 2021 hade Ruovesi kyrkoby 1 733 invånare och omfattade en landareal av 5,49 kvadratkilometer.